# Vacherin Mont-d'Or
El Vacherin Mont-d'Or es un queso blando de leche de vaca (en francés vache es vaca) sin tratar de una raza Mont Béliard  ideal por el contenido proteínico de su leche. Es originario del Cantón de Jura (suiza) y Departamento de jura en Francia. Desde el año 1981 es Appellation d'Origine Contrôlée (denominación de origen controlada) cuyo origen es la montaña de Mont d'Or (Vallorbe) (1463 metros de altura) en el departamento de Doubs, en la que hay sólo 11 queserías y en Suiza desde el 2003. El «Mont d'Or o vacherin du Haut-Doubs» es la DOP protegida a nivel europeo por el Reglamento (CE) n.º 1107/96.

## Características
El tamaño de una pastilla de queso suele rondar los 12 hasta los 32 cm de diámetro y suele tener unos 5 cm de altura, el peso de una pieza completa oscila entre el medio kilo y los 3. Durante la maduración a 10 °C está en un anillo de madera de abeto (pre-vaporizada para que sea fácilmente moldeable) y esto influye apreciablemente en su sabor final, se forma una superficie de hongos blanca y esponjosa. Posee un contenido graso del 50%. El olor recuerda a setas, tierra de bosque y olor húmedo a sótano. El sabor es cremoso, recuerda a nueces con miel y tonalidades de caramelo. La consistencia de la pasta es casi-líquida, es por esta razón por la que se sirve en forma de salsa para mojar. 
Para conservar el queso lo mejor es un sótano oscuro y húmedo a 12 °C, si se ha de introducir en la nevera es mejor cubrirlo en papel de aluminio para que no se seque. Se puede congelar para conservarlo durante largos periodos de tiempo. Se suele vender en una caja de madera. Es ideal para la fondue.
En el año 1987 murieron en suiza más de 30 personas por un envenenamiento de Listeria (bacteria) debido a este escándalo la gente dejó de comprarlo y hubo una parada en la producción, desde entonces el Vacherin Mont-d'Or Suisse se hace con leche sólo pasteurizada, sólo en Francia se hace con leche sin tratar pero sometida a muy rigurosos controles de calidad. La popularidad del queso ha crecido cuando se hizo la "invención" de la fondue como forma de servir este queso.

## Denominación de Origen
Es un producto que comparte su origen hoy en día entre dos países de Europa desde hace varios siglos, siendo tradicional de Francia y Suiza. Por esta razón se distingue entre:
- Vacherin Mont-d'Or français (también Mont d'Or français o Vacherin du Haut-Doubs) - procedente de Franche-Comté
- Vacherin Mont-d'Or suisse - variante suiza.

Para el Mont-d'Or français se elige como periodo de maduración de cinco a siete semanas entre los meses de octubre y febrero. Sólo se produce entre el 15 de agosto y el 15 de marzo, pudiéndose vender sólo entre el 10 de septiembre y el 10 de mayo. Estas limitaciones se deben a que las vacas se han introducido en los establos durante los meses de invierno. Esta tradición aunque no hace falta se ha quedado como costumbre. La versión suiza Mont-d'Or Suisse se come sólo durante los meses de septiembre hasta abril.
A nivel nacional, en Francia, el Mont d'Or, o también, Vacherin du Haut-Doubs, es reconocido como appellation d'origine contrôlée (AOC) desde 1981. A partir de 1996, es una denominación de origen protegida (PDO) ante la Unión Europea. A nivel internacional, cuenta con registro como denominación de origen, conforme al Sistema de Lisboa, ante la Organización Mundial de la Propiedad Intelectual, desde el 5 de octubre de 1983.

## Servir

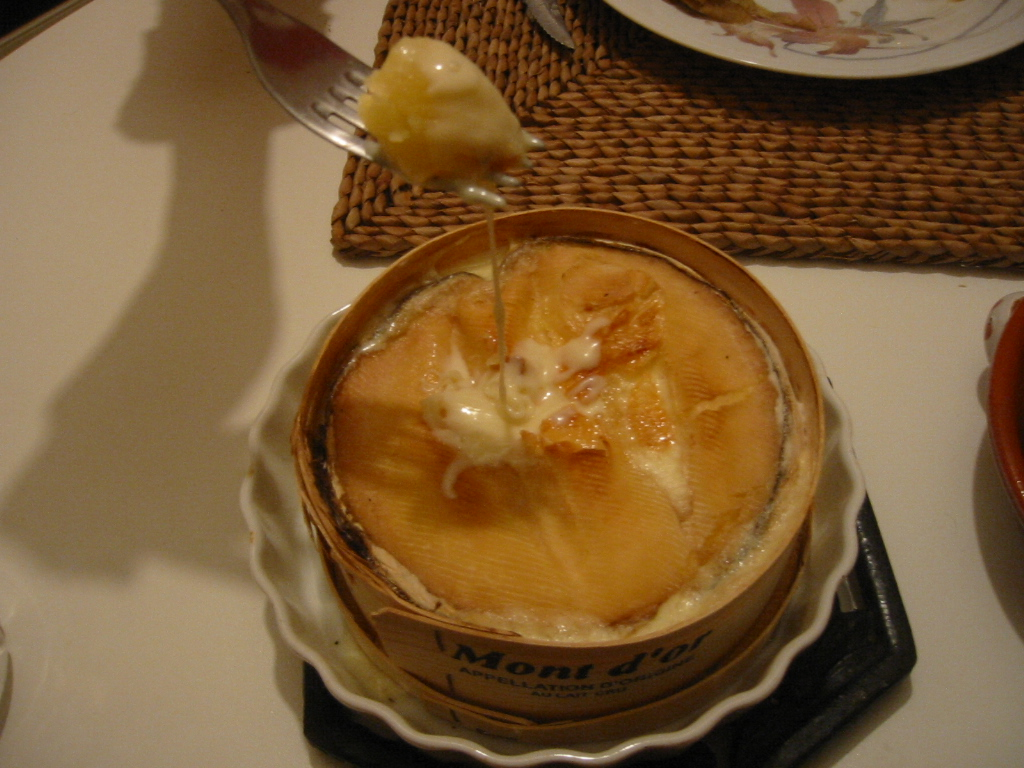
Servir el Vacherin Mont-d'Or en una fondue denominada: Mont-d'Or chaud.

Para un disfrute óptimo de este queso se quita la tapa superior que forma la pastilla del queso y se unta con una baguette crujiente, otra forma es servirlo como una fondue (Mont-d'Or chaud). Una forma alternativa es:
1. Se envuelve con papel de aluminio (Papillot) en la parte exterior del Vacherin Mont-d'Or.
2. Se perfora la parte superior del queso con un tenedor. Insertar uno o dos dientes de ajo (opcional).
3. Se vierte una cantidad generosa de vino blanco seco sobre la capa superior.
4. Se precalienta el horno a 390 grados (200° C) y se cocina durante unos 25 minutos.
5. Se sirve sobre unas patatas cocidas, o unta sobre pan como en una fondue.

Se suele servir con un vino de la región: "Côtes de Jura". Si se sirve gratinado al horno se prefiere generalmente un vino tinto.